# Marcos
Marcos var en brittisk tillverkare av sportbilar.
Företaget grundades 1959 av Jem Marsh och Frank Costin. Costin hade tidigare jobbat med De Havilland Mosquito stridsflygplan, och fick därifrån idén om att använda plywood i chassit.